# Weekend (film, 1962)
Weekend är en dansk dramafilm från 1962 i regi av Palle Kjærulff-Schmidt.

## Utmärkelser
Filmen vann Bodilpriset för bästa danska film 1963.

## Rollista i urval
- Jens Østerholm - Lars
- Birgit Brüel - Tove
- Willy Rathnov - Kjeld
- Elsebet Knudsen - Bet
- Jesper Jensen - Knud
- Bente Dessau - Ilse
- Erik Kühnau - Jan
- Lotte Tarp - Barnflickan Birthe
- Inga Reim - fru Cornelius
- Carl Johan Hviid - herr Cornelius